# FIAT
FIAT (acrònim italià de Fabbrica Italiana Automobili Torino) es va fundar el 1899 com a empresa fabricant d'automòbils per Giovanni Agnelli i altres socis. Posteriorment es va diversificar en nombrosos sectors, esdevenint el grup financer i industrial més important d'Itàlia. Ha tingut sempre la seva seu a Torí, en el Piemont, Itàlia occidental.
Després d'un període de difícil desenvolupament, marcat per diverses ampliacions de capital, la propietat de l'empresa passa a Giovanni Agnelli, que posteriorment esdevindrà senador durant el Feixisme i continuarà al front del grup fins a la fi de la Segona Guerra Mundial.
Per aquest motiu va arriscar perdre la propietat de l'empresa. Posteriorment Agnelli passà el control a Valletta, ja que el seu únic fill mascle morí en un accident d'aviació. Home de qualitats no gaire comuns, Valletta s'encarregà de dirigir una de les poques empreses italianes que no es va agenollar completament després de la derrota.
Gianni Agnelli, l'hereu i net de Giovanni, esdevingué president de la FIAT el 1966 i va romandre com a tal fins al seu 75è aniversari, quan les normes estatutàries el van obligar a cedir la presidència.
El càrrec va passar a l'ex-administrador delegat Cesare Romiti i posteriorment a un mànager genovès que treballà durant molts anys a la General Electric en els EUA, Paolo Fresco.
La crisi del grup portà el germà Umberto Agnelli a la presidència i després de la seva mort fou el torn de Luca Cordero di Montezemolo també president de la Ferrari; l'hereu designat per la família Agnelli, John Elkann, ha estat nomenat vicepresident a l'edat de 28 anys i altres membres de la famìlia formen part del consell d'administració. L'Administrador Delegat, Giuseppe Morchio, dimití quan Montezemolo fou nomenat president, i fou substituït per Sergio Marchionne, des de l'1 de juny del 2004.
Actualment Fiat Automobiles S.p.A. forma part de Fiat Group Automobiles, que pertany a Fiat Group, que inclou altres marques automobilistiques italianes com Alfa Romeo i Lancia entre d'altres.

## Premis

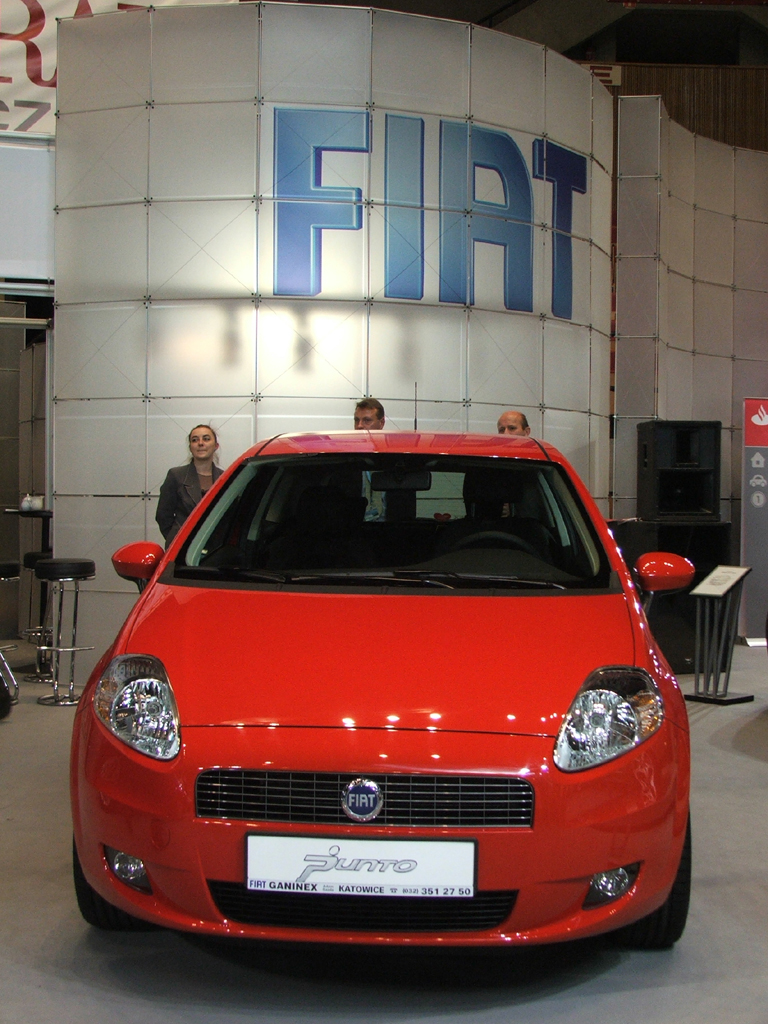
Fiat grande punto a l'Auto Moto Show de Katowice l'any 2006.

Llista de models Fiat que han guanyat el certamen Cotxe Europeu de l'Any:
- 1967: Fiat 124
- 1970: Fiat 128
- 1972: Fiat 127
- 1984: Fiat Uno
- 1989: Fiat Tipo
- 1995: Fiat Punto
- 1996: Fiat Bravo/Brava
- 2004: Fiat Panda II
- 2008: Fiat 500 II